# Salmón (color)

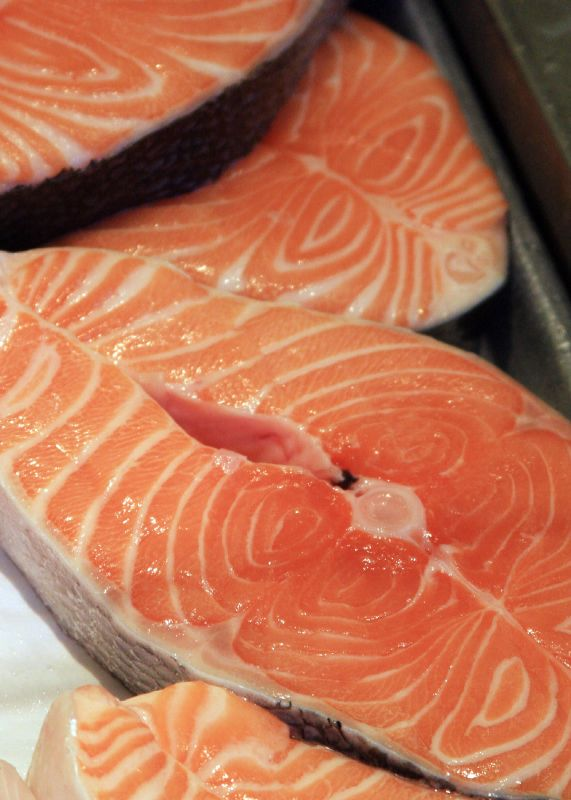
Rodajas de salmón escocés en un mercado de California

El salmón es un color rosa anaranjado, de intensidad media, que se basa en la coloración predominante de la carne del salmón común (Salmo salar), producida por el pigmento carotenoide astaxantina.
A los colores similares al salmón se los denomina asalmonados, y por extensión se los denomina así a los colores rosados ocráceos.
El color salmón está incluido en el acervo iconolingüístico tradicional de las culturas costeras del Atlántico Norte.

## Usos
- Es un color muy popular, sobre todo en los tonos más claros, en decoración de interiores, por resultar cálido sin restar luminosidad a las estancias. Fue un color de moda durante los años 1950.

- En España, las publicaciones de periodismo financiero son llamadas «páginas salmón» y «prensa salmón», ya que tradicionalmente están impresas en tonos asalmonados. Esta costumbre fue iniciada en 1893 por el periódico londinense Financial Times. Algunos diarios en línea, como Financial Times o Cinco Días, presentan un diseño parecido.[3][4]

### Colores web
Light salmon (salmón claro), salmon (salmón) y dark salmon (salmón oscuro) son tres de los colores HTML establecidos por protocolos informáticos para su uso en páginas web. En programación es posible invocarlos por su nombre, además de por sus valores hexadecimales. Véase colores HTML.
|           | Salmón claro (LightSalmon) | Salmon           | Salmón oscuro (DarkSalmon) |
| HTML      | #FFA07A                    | #FA8072          | #E9967A                    |
| RGB       | (255, 160, 122)            | (250, 128, 114)  | (233, 150, 122)            |
| HSV       | (17°, 52 %, 100 %)         | (6°, 54 %, 98 %) | (15°, 48 %, 91 %)          |
| Protocolo | X11                        | X11              | X11                        |

## Galería

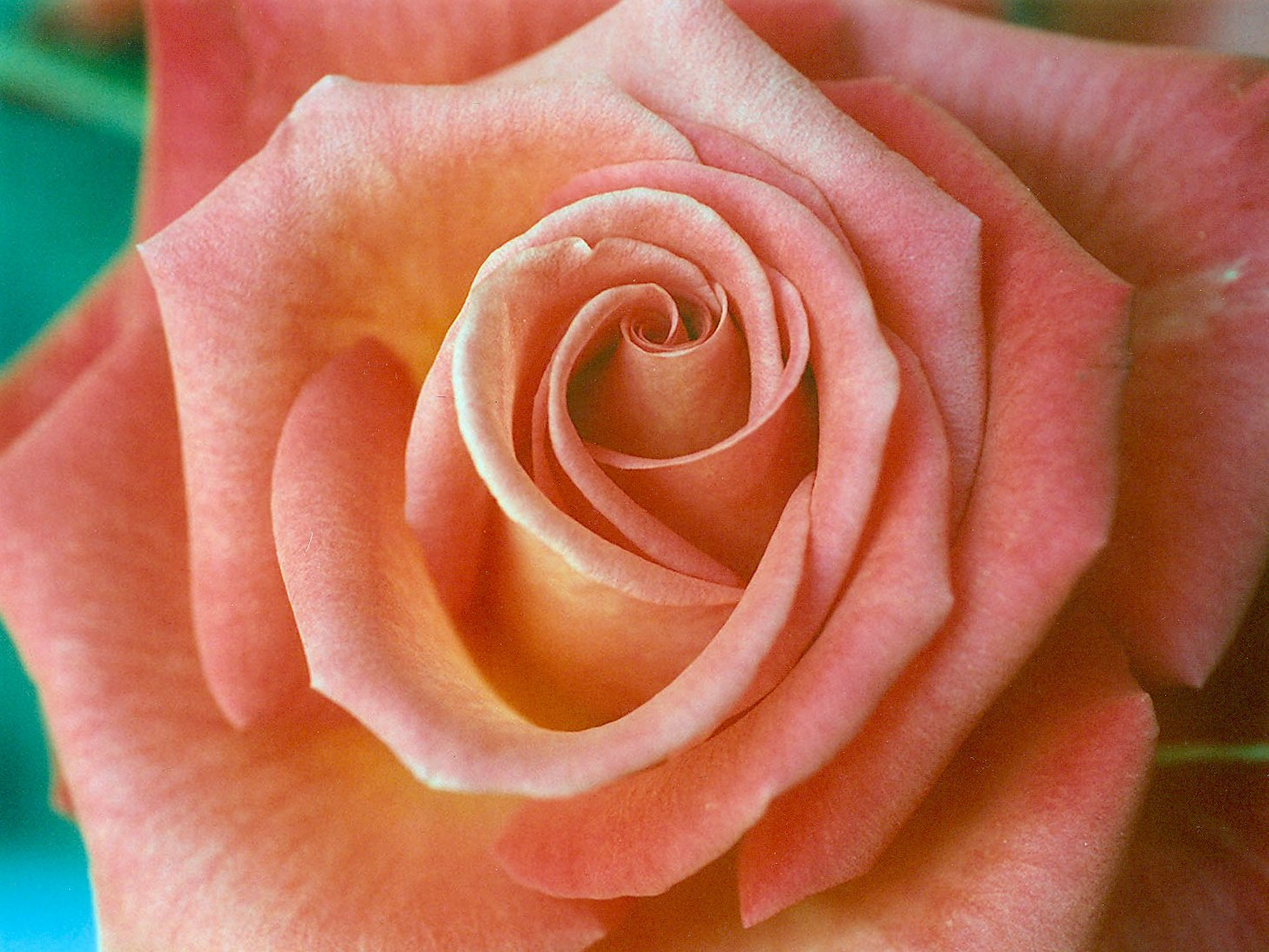
Rosa color salmón
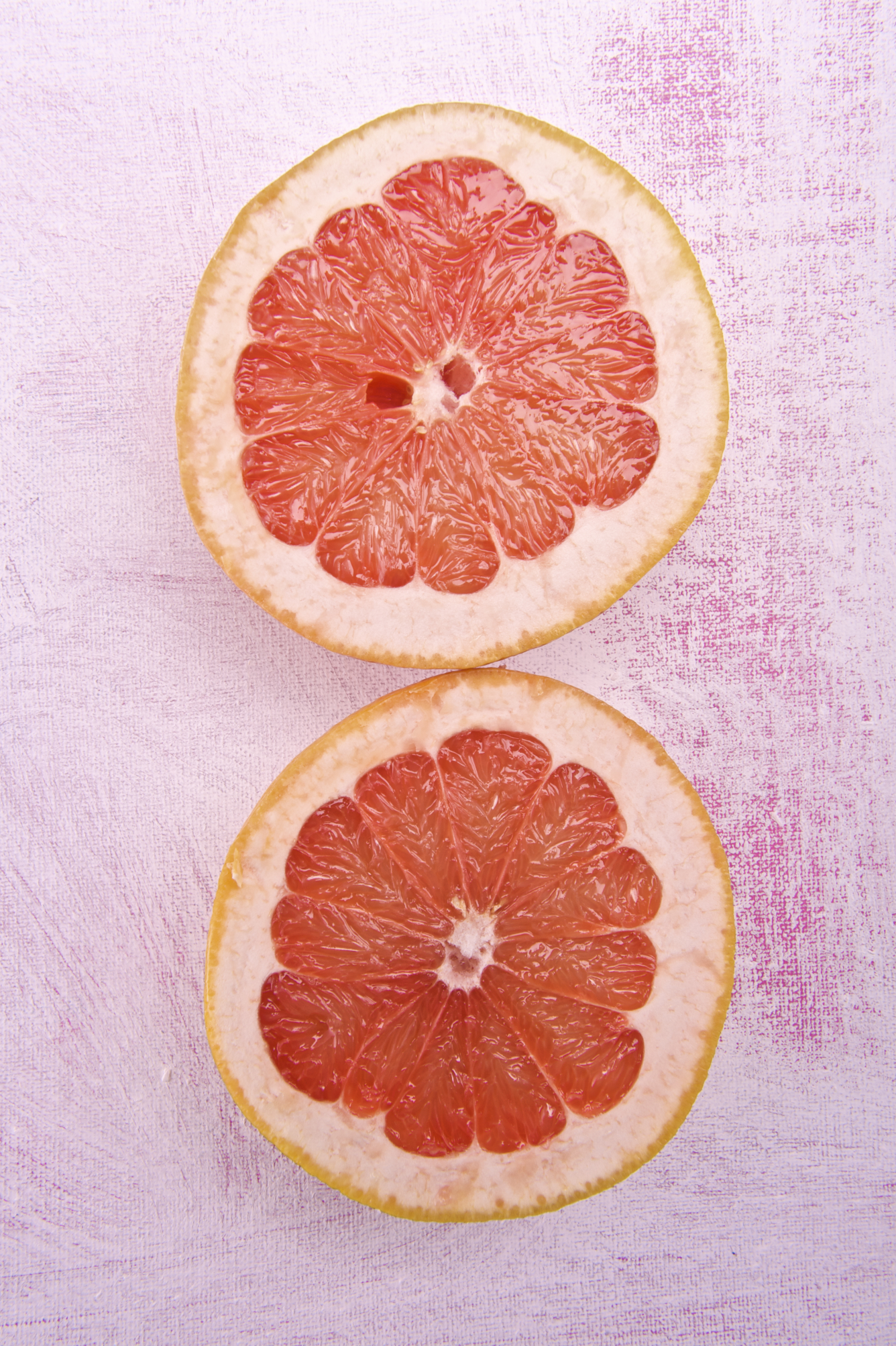
Toronja o pomelo
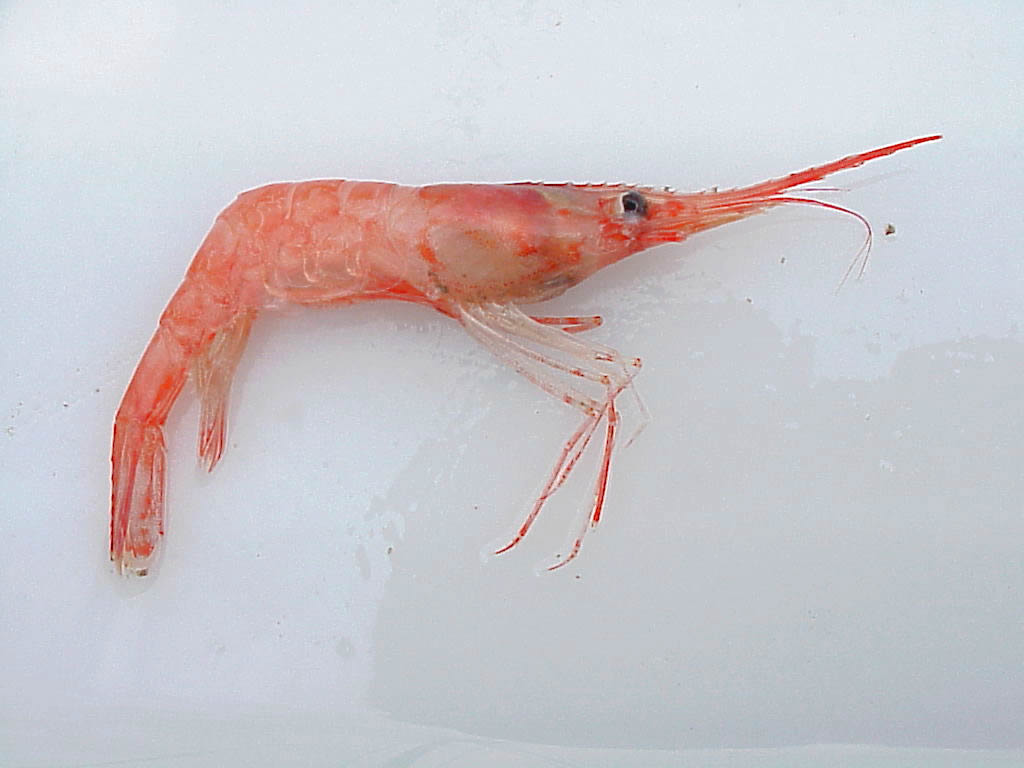
Camarón boreal
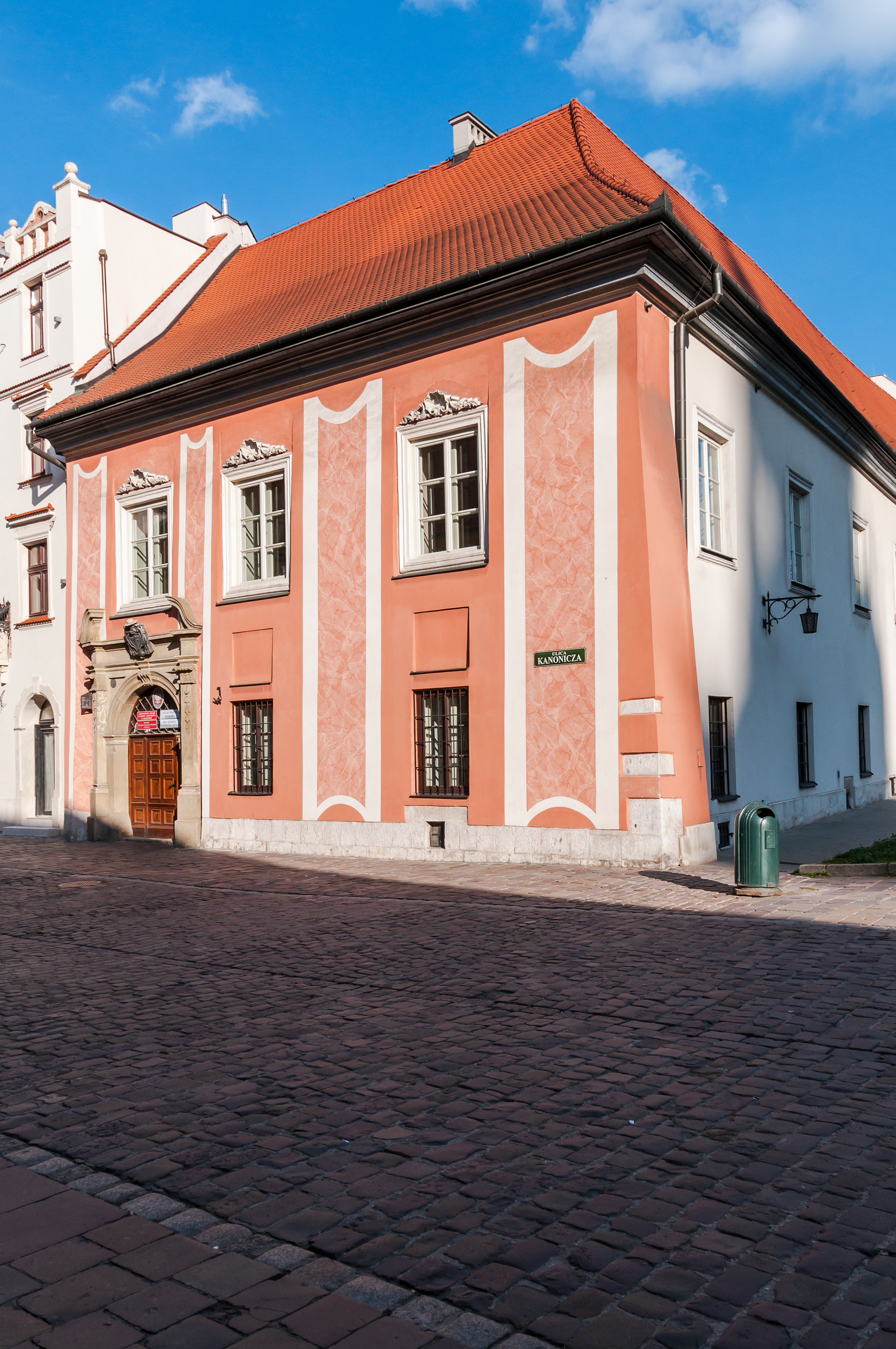
Palacio en Cracovia
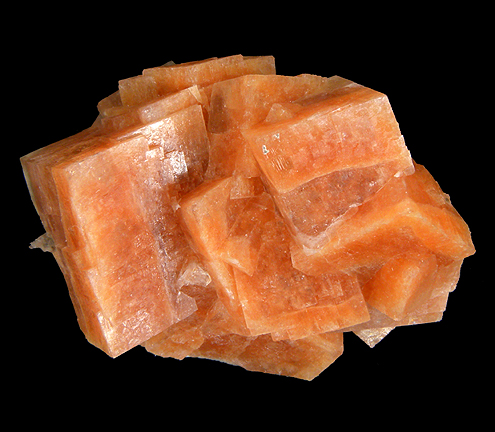
Mineral cabasita